# Piotr Targowski
Piotr Targowski – polski fizyk, profesor nauk fizycznych; specjalizuje się w fizyce doświadczalnej, fizyce molekularnej oraz optyce; profesor zwyczajny Instytutu Fizyki Wydziału Fizyki, Astronomii i Informatyki Stosowanej Uniwersytetu Mikołaja Kopernika w Toruniu. 

## Życiorys
Studia z fizyki ukończył na toruńskim UMK w 1979 i na tej uczelni zdobywał kolejne stopnie naukowe i awanse akademickie. Doktoryzował się w 1988 broniąc pracy pt. Cyklooktatetraen jako wygaszacz stanów wzbudzonych rodamin przygotowaną pod kierunkiem Andrzeja Bączyńskiego. Habilitował się w 2000 roku na podstawie oceny dorobku naukowego i publikacji pt. Kinetyka fluktuacji uporządkowania membrany fosfolipidowej.
W Instytucie Fizyki toruńskiego UMK pracuje w Zakładzie Biofizyki i Fizyki Medycznej oraz pełni funkcję kierownika Zespołu Zastosowań Metod Optycznych do Badań Strukturalnych. Tytuł profesora nauk fizycznych został mu nadany w 2010.
W pracy badawczej do 2000 roku zajmował się spektroskopią molekularną (własności barwników laserowych, procesy reorganizacji membran fosfolipidowych). Następnie został członkiem zespołu, który rozwija technikę diagnostyczną w oparciu o koherencyjną tomografię optyczną.
Swoje prace publikował m.in. w „Applied Physics A", „Optics Communications", „American Journal of Ophthalmology" oraz w „Optics Letters".